# Mus imberbis
Mus imberbis — вид гризунів, ендемік Ефіопії. Перенесено з Muriculus imberbis до Mus imberbis

## Морфологічна характеристика
Довжина голови і тулуба від 70 до 95 мм, довжина хвоста від 45 до 60 мм, довжина ступні від 18 до 20 мм і вага до 25 грамів. Волосяний покрив м'який і щільний. Спинні частини варіюються від коричневого до оливково-сірого, основа волосся темно-сіра, кінчики коричневі, боки світліші, іноді відокремлені жовтуватою лінією відмежування від черевної частини, які змінюються від сіруватого до білого. жовтуватий у підвиду M. i. chilaloensis, з помаранчевими відблисками у деяких особин. Нечітка чорнувата лінія верху поширюється на середину спини. Вуха сірі, усипані невеликими коричнево-жовтими волосками і невеликим пучком коричневого волосся біля їх передньої основи. Хвіст коротший за голову і тіло, зверху темний, знизу світлий і присипаний дрібними волосками.

## Середовище проживання
Мешкає в трав'янистих високогір'ях на висоті від 1900 до 3400 метрів над рівнем моря. На Семіенських горах його спостерігали в населених пунктах.

## Спосіб життя
Це нічний вид. Зубний ряд вказує на те, що він безпосередньо риє власні нори.